# Spain (poesia)
Spain o Spain 1937 è una poesia di Wystan Hugh Auden scritta e pubblicata nel 1937 dopo la sua attività come volontario delle Brigate internazionali durante la guerra civile spagnola. La poesia descrive la storia che ha portato alla guerra civile spagnola, poi l'arrivo delle Brigate internazionali e quindi prevede un possibile futuro derivato dal conflitto. Tutti i profitti della vendita di Spain al Comitato di assistenza medica spagnolo delle Brigate internazionali.
Auden pubblicò due versioni della poesia, prima come pamphlet e poi in forma rivista e intitolata Spain 1937 nel suo libro Un altro tempo (1940). In seguito eliminò la poesia dalle sue raccolte.

## Ricezione e influenza
Sulla sua pubblicazione New Statesman, Cyril Connolly descrisse Spain come "un buon mezzo Auden in una buona causa: l'assistenza medica spagnola". Connolly criticò l'uso da parte del poema di concetti marxisti, ma nella sua recensione scrisse che "la conclusione è molto bella". La poesia è stata ampiamente discussa, in particolare da George Orwell in Dentro la balena (1940) dove la descrisse come  "una delle poche cose decenti che sono state scritte sulla guerra di Spagna". Lo scienziato Joseph Needham, grande ammiratore di Auden, prese il titolo del suo libro del 1943 Time: The Refreshing River da un verso di Spain.